# Catochrysops bengalia
Catochrysops bengalia är en fjärilsart som beskrevs av De Nicéville 1885. Catochrysops bengalia ingår i släktet Catochrysops och familjen juvelvingar. Inga underarter finns listade i Catalogue of Life.